# Drama TV (Siria)
Drama TV de Siria (en árabe: قناة سورية دراما), es una estación de televisión propiedad del gobierno sirio que tiene su sede en Damasco, Siria. El canal se dedica principalmente a la transmisión de telenovelas de Siria y de otros países. El inicio de las transmisiones comenzó el 1 de enero de 2009. Las emisiones de Siria TV y Drama TV fueron detenidas en Hotbird el 22 de octubre de 2012. Actualmente el canal transmite la página oficial y desde su canal de Youtube.